# (4985) Fitzsimmons
(4985) Fitzsimmons – planetoida z pasa głównego asteroid okrążająca Słońce w ciągu 5 lat i 310 dni w średniej odległości 3,25 j.a. Została odkryta 23 sierpnia 1979 roku przez Claesa Lagerkvista. Przed nadaniem nazwy planetoida nosiła oznaczenie tymczasowe (4985) 1979 QK4.